# Sol (nordisk mytologi)
 For alternative betydninger, se Sol. (Se også artikler, som begynder med Sol)
Sol er en gudinde (åsynje) i nordisk mytologi. Hun er datter af Mundilfare, og har en bror ved navn Måne. Mundilfare syntes, at hans børn var så smukke, at han opkaldte dem efter solen og månen. Som straf for sit hovmod, bestemte guderne at Sol skulle ride med solen over himlen hver eneste dag, og hendes bror Måne skulle ride med månen over himlen. Sol er gift med Glen (oprindelig Glenr, «skyåbningen»).
Sol kører hver dag over himlen i solvognen trukket af de to heste Alsin og Arvak. Hun bliver jagtet af en ulv ved navn Skoll. Når ragnarok bryder løs, bliver Sol ædt af ulven. Sol får en datter, der er ligeså skøn som sin moder. Denne datter forsætter moderens job med at køre solen over himlen efter moderens død. 
En anden tradition i den nordiske mytologi omhandler dog hesten Skinfaxe, der trækker solen over himlen.
Søndag er en gammel nordisk og germansk ugedag, der er opkaldt efter solen. I runealfabetet betyder runens sol.